# 特殊車両
特殊車両（とくしゅしゃりょう）とは、道路法及び車両制限令の規定により、公道の通行を規制される車両のことである。

## 定義
車両の構造が特殊な車両、あるいは特殊な貨物を輸送する車両で、幅、高さ、長さ、総重量のいずれかが、車両制限令で定める一般制限値を超えたり、橋、高架道路、トンネル等において各道路管理者が定める制限値を超えるものをいう。
一般制限値
- 幅：2.5m
- 長さ：12.0m
- 高さ：3.8m
- 総重量：指定道路（最大）25トン、その他道路一律20トン
- 軸重：10トン
- 隣接軸重：18～20トン
- 輪荷重：5トン
- 最小回転半径：12m

## 通行許可
特殊車両が公道を通行する場合には、道路管理者の特殊車両通行許可が必要になる。通行区間すべてが一つの道路管理者が管理する道路のみで完結することは少ないため、許可の申請は、通行する区間の道路管理者であれば、どこに出してもよい。申請を受理した道路管理者は、あらかじめ各道路管理者が国土交通省に提出した道路データをもとに、他の道路管理者の管理区間について許可の可否を判断し、可否を判断できない場合には、各道路管理者に個別に協議を行い、申請対象のすべての区間について、一括して許可をすることができる。

## 車両形態
特殊車両扱いになる主な車種は戦車、オールテレーンクレーン、一部の大型ラフタークレーン、連節バス、トレーラー連結車（バン型、幌枠型、タンク型、海上コンテナ、キャリアカー、あおり型、スタンション型、船底型）その他、鉄道車両、橋桁、大型発電機、変圧器、大型建設機械等を輸送する車両である。